# Rolandas Paksas
Rolandas Paksas (Telšiai, RSS de Lituània, 10 de juny de 1956) és un polític lituà que des de 2004 ha estat al capdavant del partit polític Ordre i Justícia. Va ser president de Lituània des del 26 de febrer de 2003 fins al 6 d'abril de 2004, quan va ser destituït del càrrec. També va ocupar els càrrecs de Primer Ministre de Lituània i el d'Alcalde de Vilnius. Paksas ha estat el primer cap d'estat europeu en ser destituït.

## Biografia

### Primer terme com a primer ministre
Després de la dimissió de Gediminas Vagnorius el 1999 per les crítiques de la seva resposta a la crisi financera russa de 1998 i els desacords entre Vagnorius i Vytautas Landsbergis, el líder d'Unió Patriòtica, Paksas el va succeir com a primer ministre d'un govern de coalició d'Unió Patriòtica i el Partit Democristià Lituà, però va dimitir a finals de 1999 com a primer ministre de Lituània en no poder aconsguir millors condicions per transferir el control de la principal refineria de petroli del país a Williams International d'Amèrica, i Andrius Kubilius es va convertir en primer ministre mantenint la coalició.

### Segon terme com a primer ministre
El 19 d'octubre de 2000, després de les eleccions legislatives lituanes de 2000, el Seimas va escollir el líder de la Nova Unió (Social Liberals), Arturas Pauluskas, com a nou president i el 24 d'octubre, el president Valdas Adamkus va nomenar Rolandas Paksas com a nou primer ministre al capdavant d'un govern de coalició de la Unió Liberal, la Nova Unió, la Unió del Centre i la Unió Moderna Democristiana.

### President de Lituània
El tribunal constitucional de Lituània va determinar que Paksas havia atorgat il·legalment la ciutadania a un empresari estranger per recompensar-lo per donar suport a la seva campanya electoral i li havia advertit que estava sent investigat i fou destituït com a President de Lituània en un impeachment pel Parlament l'abril de 2004.

### Després de l'impeachment
Malgrat la seva destitució, Paksas va decidir presentar-se a les noves eleccions presidencials però abans de la seva celebració el parlament va canviar la llei per impedir que algú destituït del càrrec fos elegit President de Lituània fins que haguessin passat almenys cinc anys, i el tribunal constitucional va establir que la inhabilitació hauria de ser permanent.